# Tătărani
Tătărani es una comuna ubicada en el distrito de Dâmbovița, Rumania.

## Superficie
Posee una superficie de 63,80 kilómetros cuadrados.

## Demografía
Hasta 2021 la población era de 5228 habitantes, con una densidad de población de 81,94 habitantes por kilómetro cuadrado.